# Обрезка деревьев

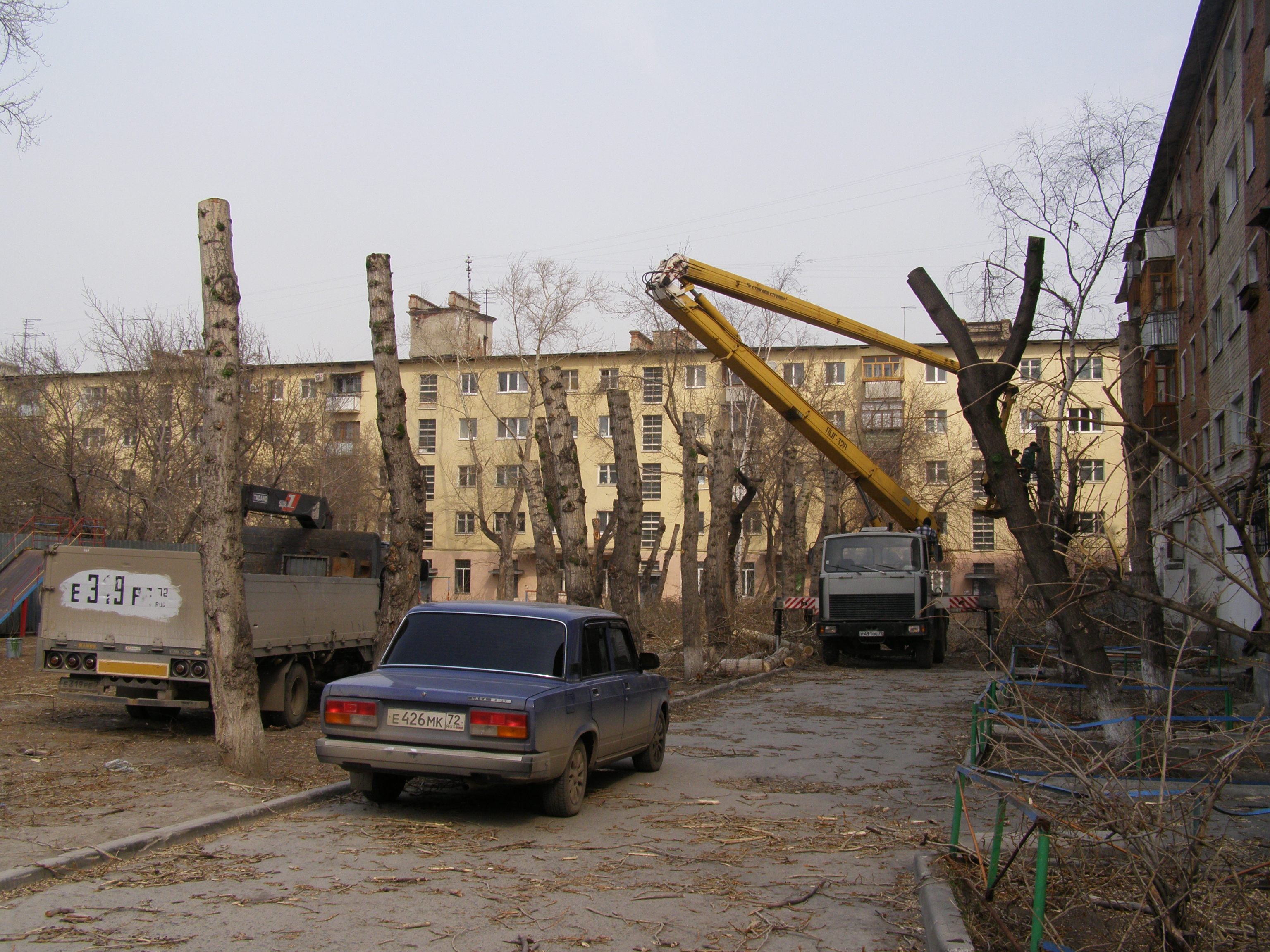
Обрезка деревьев. Тюмень, Россия

Обрезка деревьев — удаление при помощи режущих инструментов боковых ветвей садовых деревьев. Производится на протяжении всей жизни садовых деревьев, по ряду специальных правил, с целью удаления засохших и поражённых вредителями веток и создания условий для гармоничного расположения ветвей кроны садовых деревьев и её наилучшего роста. В плодовых садах высокие урожаи после достижения деревьями оптимальных размеров возможны только в сочетании с сильной обрезкой вследствие сильного влияния светового режима глубинных участков кроны деревьев на их фотосинтетическую деятельность.